# Jung Joon-young
Jung Joon-young (coréen : 정준영 ; né le 21 février 1989) est un ancien musicien sud-coréen. Il a été condamné en 2019 pour avoir violé collectivement deux victimes différentes à deux reprises en 2016,.
Les médias coréens ont rapporté qu'il était entré en France en 2024 après avoir été libéré de prison et qu'il avait été actif en France, notamment en visitant des clubs de Lyon et de Paris.